# R.S. Gram
Richard Severin Gram (9. august 1857 i Ordrup – 25. februar 1936 i Hellerup) var en dansk jurist, søn af F.T.J. Gram og bror til Christian Gram.
Gram blev student fra Metropolitanskolen 1875, cand. jur. 1879, dr. jur. 1889 (Om Motivets Betydning i strafferetlig Henseende), justitiarius i Højesteret 1918; afsked 1928. Han har skrevet afhandlinger i Ugeskrift for Retsvæsen, Tilskueren og andre tidsskrifter.
Gift 20. december 1893 i Sankt Pauls Kirke med Inger Juliane Tybjerg (15. maj 1867 i København – 22. marts 1938 i Humlebæk), datter af arkitekt Christian Tybjerg.
Han er begravet på Assistens Kirkegård.